# Франкфуртська площа

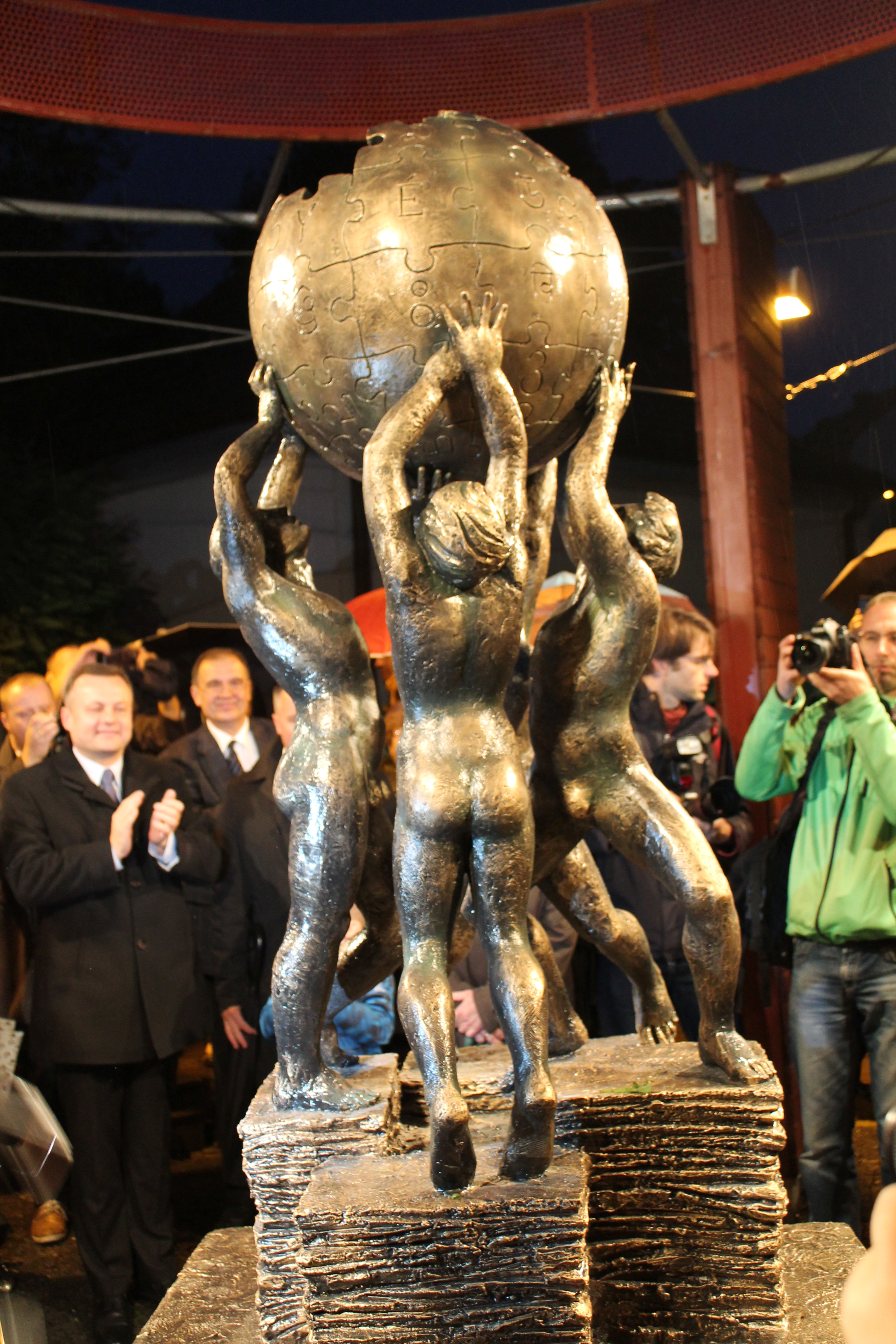
Церемонія відкриття пам'ятника Вікіпедії 22 жовтня 2014

52°20′57″ пн. ш. 14°33′37″ сх. д. / 52.34917° пн. ш. 14.56028° сх. д.
Франкфуртська площа (пол. Plac Frankfurcki) — одна з площ у центрі польського міста Слубіце. Назва походить від сусіднього (на німецькій стороні) міста — Франкфурт-на-Одері. На площі знаходиться перший у світі пам'ятник Вікіпедії.
Площа розташована в торговому пасажі під назвою «Любуш»; має форму квадрата. На площі є сквер та лавки, розташовані колом. До площі ведуть вул. Адама Міцкевича (з заходу) і вул. Ігнатія Дашинського (з півдня). 

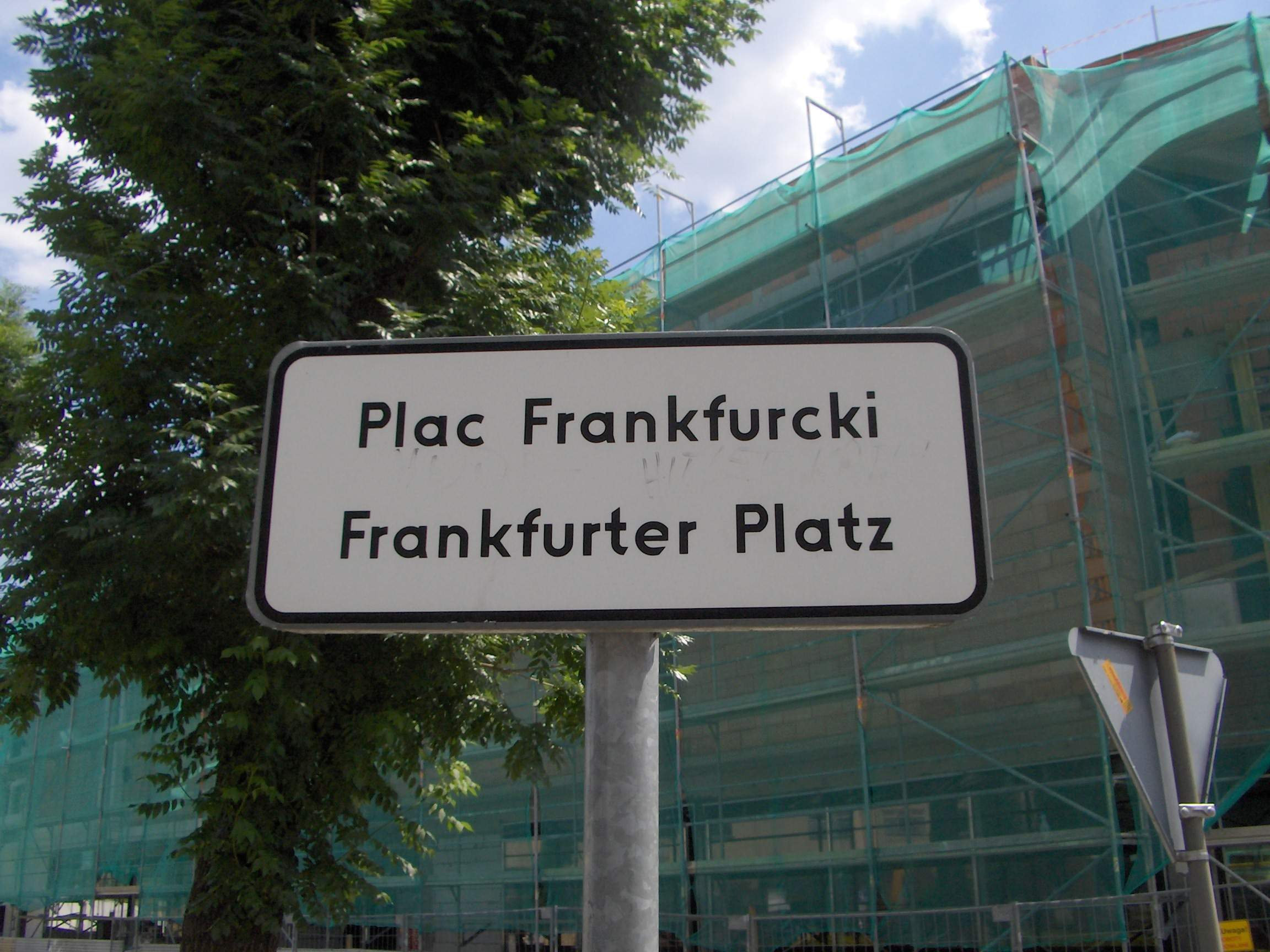
Інформаційний знак з написом польською та німецькою мовами «Франкфуртська площа»
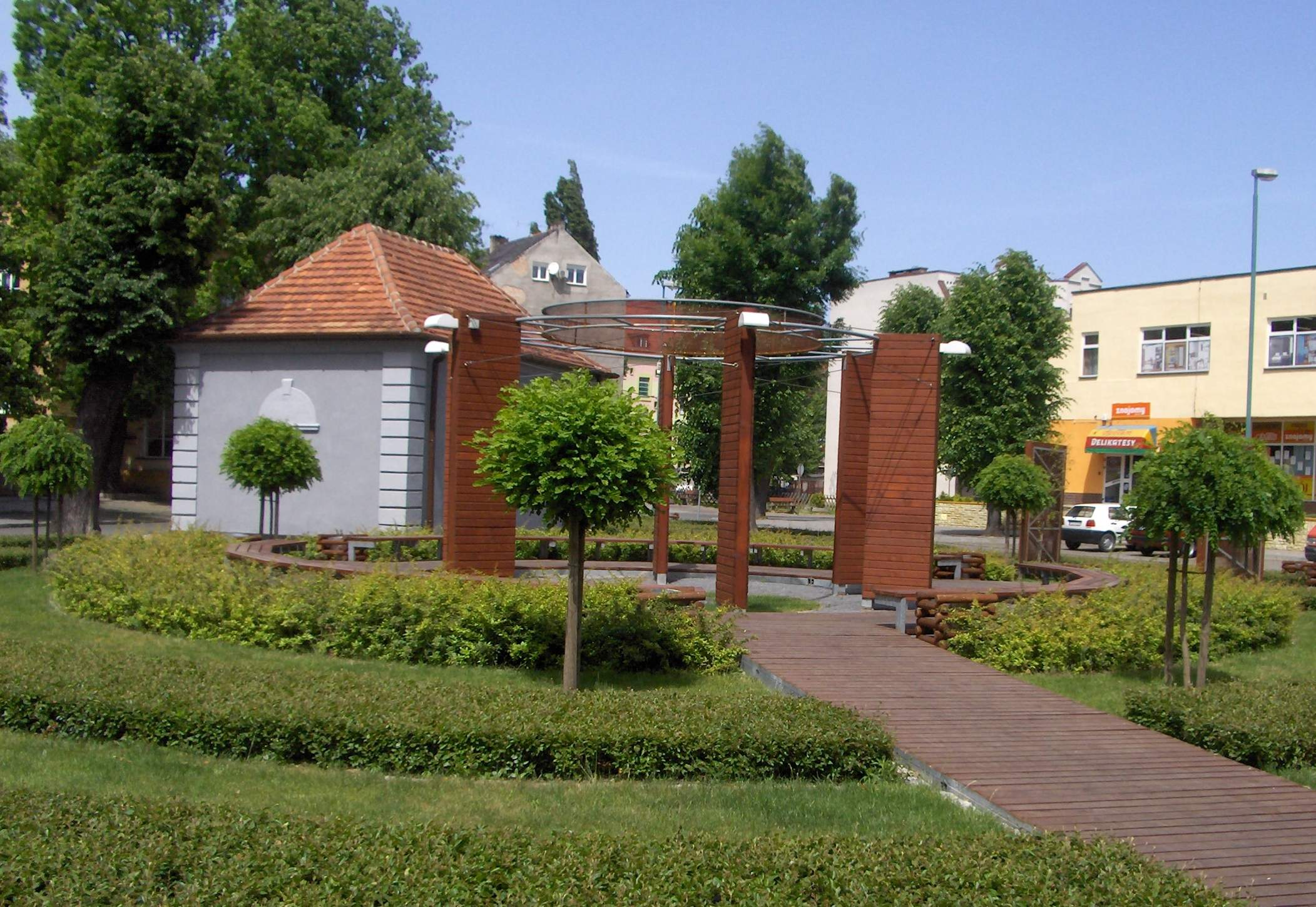
Зелений сквер на площі
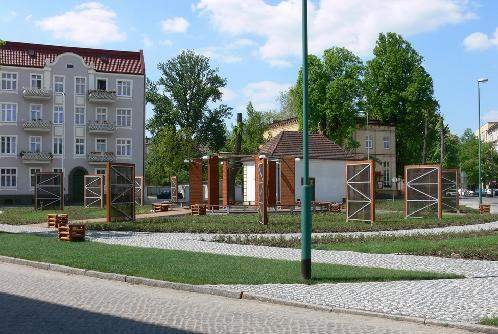
Вид на площу